# Astrum

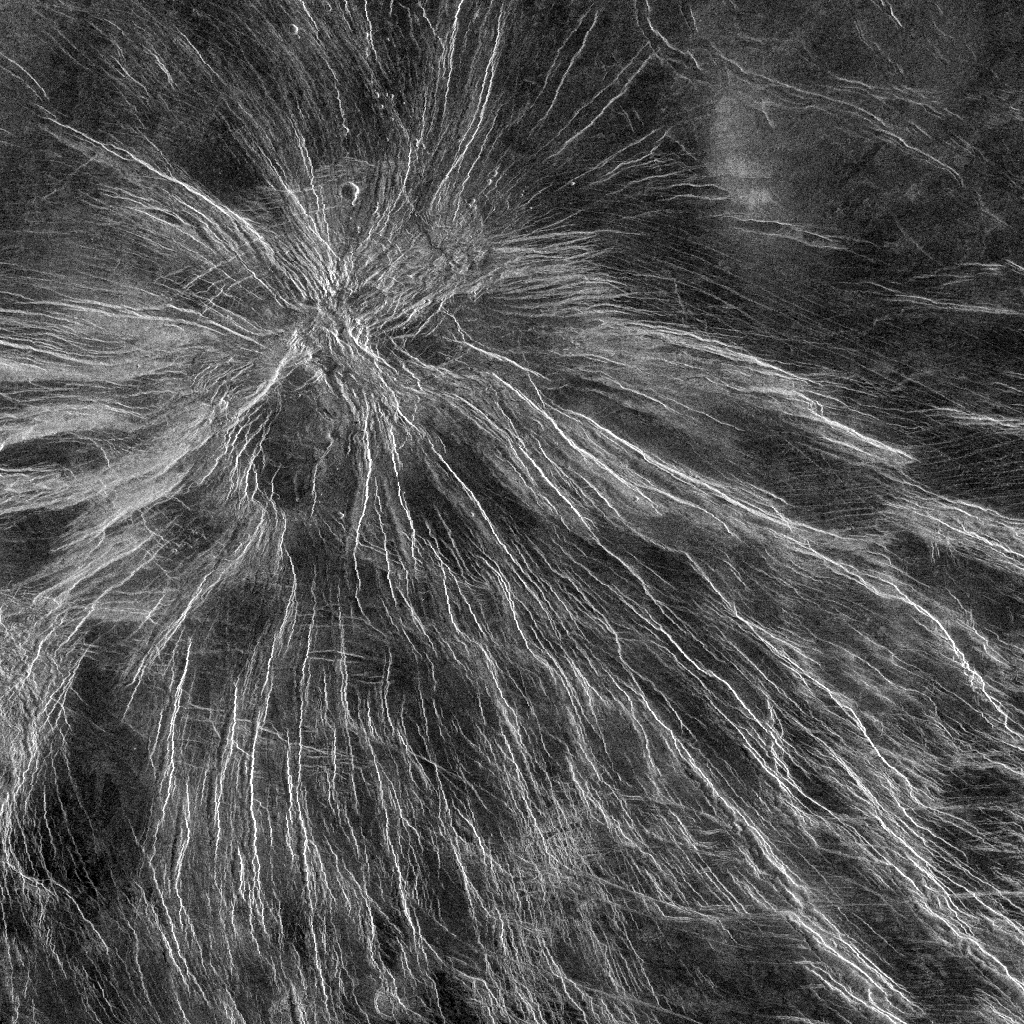
Etwa 250 km breite Nova um den Gipfel von Ts'an Nu Mons, nordwestlich des Hochlands Themis Regio.

Astrum (lateinisch „Stern“, Plural Astra) oder Nova (lateinisch „neu“, Plural Novae) wird in der Astrogeologie gemäß der planetaren Nomenklatur ein Typus radialsymmetrischer morphologischer Strukturen auf der Venus genannt.
Die Astra zeigen typischerweise ein dichtes Netz von einem Zentrum ausgehender Brüche. Ob alle Astra auf die gleiche Weise entstanden sind und wodurch sie entstanden sind, ist noch unklar.
Die Astra sind auf der Oberfläche der Venus nicht zufällig verteilt, sondern zeigen Häufungen.
Als Teil einer offiziellen Bezeichnung sind Astrum und Astra von der IAU anerkannt.